# 田鎖郁男
田鎖 郁男（たくさり いくお、1965年 - ）は、日本の実業家。現在、株式会社エヌ・シー・エヌ代表取締役、MUJIHOUSE株式会社 専務取締役。

## 来歴
- 1965年 - 千葉大学工学部卒業[1]
- 1989年 - 日商岩井（現・双日）入社。木材本部に在籍し、集成材・LVLなどのエンジニアリングウッドのマーケティングを担当した[1]
- 1996年 - 株式会社エヌ・シー・エヌを設立。
- 2007年 - 同代表取締役就任（現職）
- 2009年 - MUJIHOUSE株式会社 専務取締役に就任。
- 2009年 - 株式会社エヌ・シー・エヌが東証ジャスダックスタンダードに新規上場

## 出版
- 『家、三匹の子ぶたが間違っていたこと』（ダイヤモンド社）
- 『三匹の子ぶたも目からウロコの200年住宅』（ダイヤモンド社）
- 『そうか、こうやって木の家を建てるのか。』（小学館）